# Sachsenhausen (Am Ettersberg)
Sachsenhausen (ⓘ) ist ein Ortsteil der Landgemeinde Am Ettersberg im Norden des Landkreises Weimarer Land in Thüringen.

## Lage
Sachsenhausen liegt mitten im Thüringer Becken in einem Ackerbaugebiet. Der Ort befindet sich am Nordhang des Kleinen Ettersbergs an der Quelle der Scherkonde. Durch den Ort führt die Landesstraße 2159 Richtung Pfiffelbach bzw.  zur Bundesstraße B 85 nach Weimar. Die Buslinie 224 der PVG Weimarer Land verbindet den Ort mit Weimar.

## Geschichte
Im Jahr 1250 wird Sachsenhausen als Sassenhausen in einer Verkaufsurkunde des Klosters Wechterswinkel für das Kloster Pforta erstmals erwähnt. Eine Pfarrei ist im Jahr 1288 zum ersten Mal nachweisbar. Bereits 1899 wurde die  Pfarrstelle wieder aufgehoben.

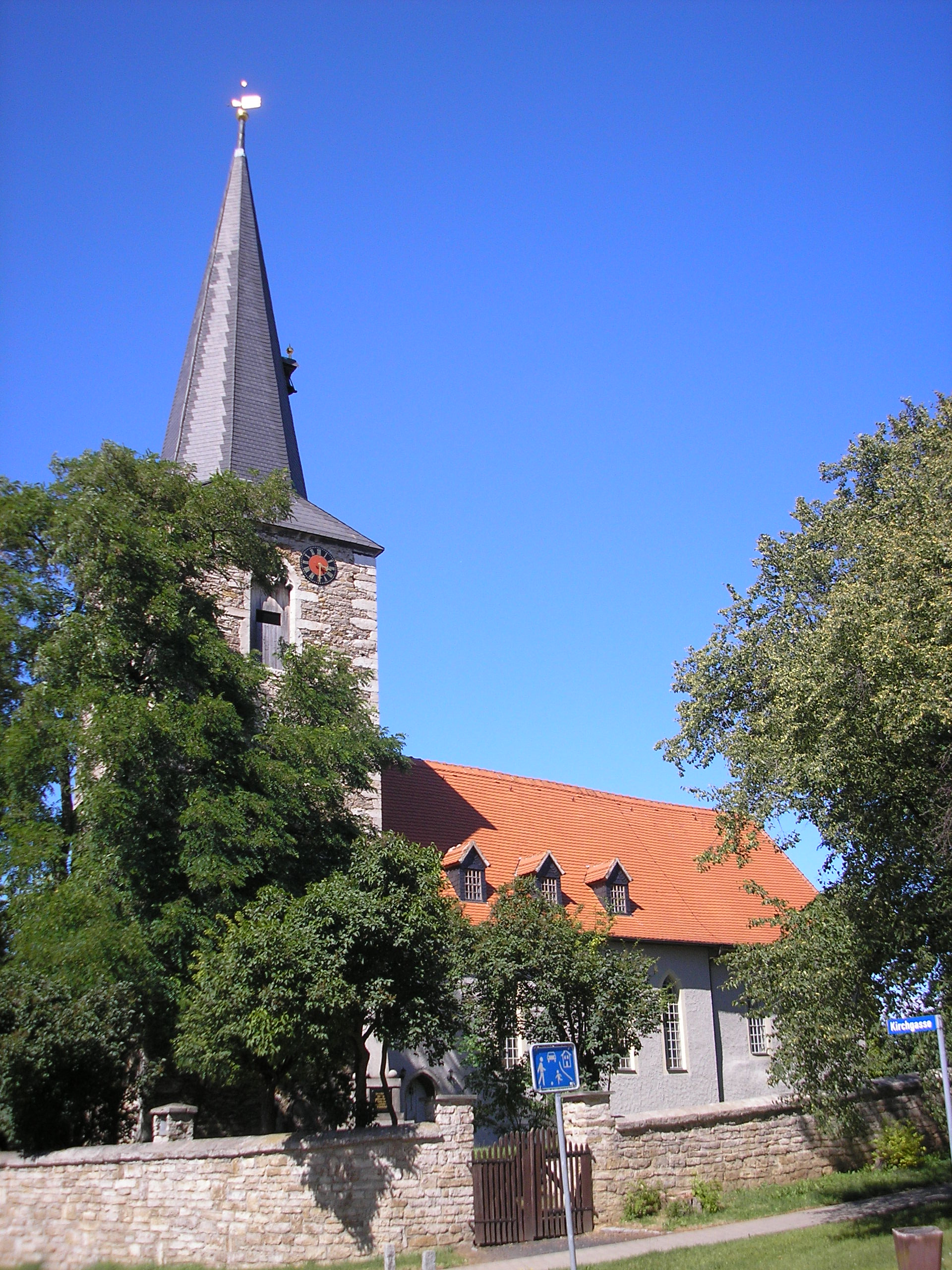
Dorfkirche

Im Zuge der Reformation wurden die Klostergüter von Sachsenhausen und dem benachbarten Leutenthal im Jahr 1552 aufgelöst und in landesherrlichen Besitz überführt. Bereits rund ein Jahrzehnt später wurden sie wieder als Lehen ausgegeben. Sachsenhausen gehörte seitdem zum hieraus entstandenen Rittergut Leutenthal, welches erst 1842 aufgelöst wurde. Die beiden Orte des Ritterguts bildeten zusammen mit den benachbarten drei Orten der Kommende Liebstedt (Liebstedt, Wohlsborn, Goldbach) eine Exklave des zum Kurfürstentum Sachsen gehörigen Amts Eckartsberga. Durch die Beschlüsse des Wiener Kongresses 1815 kam die Exklave zum Großherzogtum Sachsen-Weimar-Eisenach. Während die drei Orte der Kommende Liebstedt dem Amt Weimar angegliedert wurden, kamen Leutenthal und Sachsenhausen im Jahr 1817 zum Amt Buttstädt, welches 1850 im Verwaltungsbezirk Apolda des Großherzogtums Sachsen-Weimar-Eisenach aufging. 1920 kam Sachsenhausen zum Land Thüringen.
Zwischen 1878 und 1945 bestand für den Ort ein Bahnanschluss an der Weimar-Buttelstedt-Großrudestedter Eisenbahn. Die Strecke wurde nach dem Zweiten Weltkrieg als Reparationsleistung demontiert.
Am 1. Januar 2019 wurde die Gemeinde Sachsenhausen mit weiteren Gemeinden der Verwaltungsgemeinschaft Nordkreis Weimar zur Landgemeinde Am Ettersberg zusammengeschlossen.

## Wirtschaft
Im Ort sind unter anderem ein Autohaus und eine Baufirma mit Landschaftspflege ansässig. Auch der Wasserversorgungs-Zweckverband Weimar hat hier einen Meisterbereich.

## Sehenswürdigkeiten
- Kirche mit Kirchhof

Die St. Kilians-Kirche wurde im Jahr 1425 vollendet. Von der Erstausstattung ist die Sakramentsnische in der Chornordwand nebst einigen Schmuckstücken, wie ein Kruzifix mit Resten der originalen Fassung, eine Mondsichelmadonna, eine Maria mit Kind sowie fünf Reliquienbüsten erhalten. Der Flügelaltar stammt aus dem 15. Jahrhundert. Der Taufstein datiert aus dem Jahr 1671. Der Einbau von Kanzel, Orgel und Doppelemporen erfolgte erst 1850. Seit 1875 wurde die Kirche von Wohlsborn betreut, was zur Auflösung der Pfarrei im Jahr 1899 führte. Heute gehört die Kirche zur Gemeinde in Leutenthal.
- Gehöft, Hintergasse 63
- Gehöft, Hirtengasse 79

Des Weiteren sind die Gehöfte Buttelstedter Weg 8–12 sowie die Brücke Kirchgasse/Buttelstedter Weg als Denkmalensemble geschützt.

## Persönlichkeiten
In Sachsenhausen wurde 1869 Emil Olm geboren. Er war Abgeordneter des Preußischen Landtages und ein Politiker der SPD bzw. USPD.